# Ensemble Ortskern Mistelbach (Oberfranken)

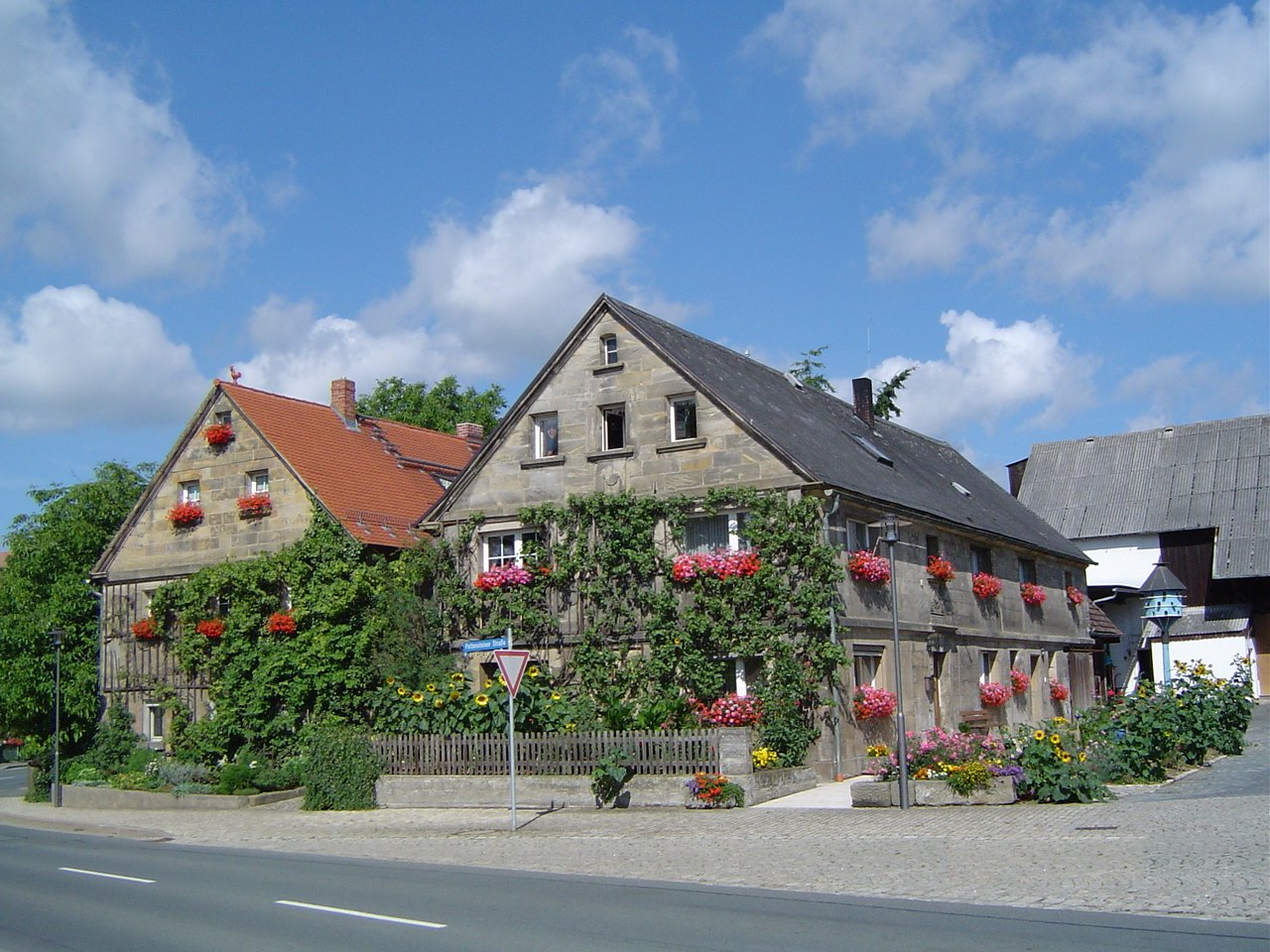
Ortskern Mistelbach

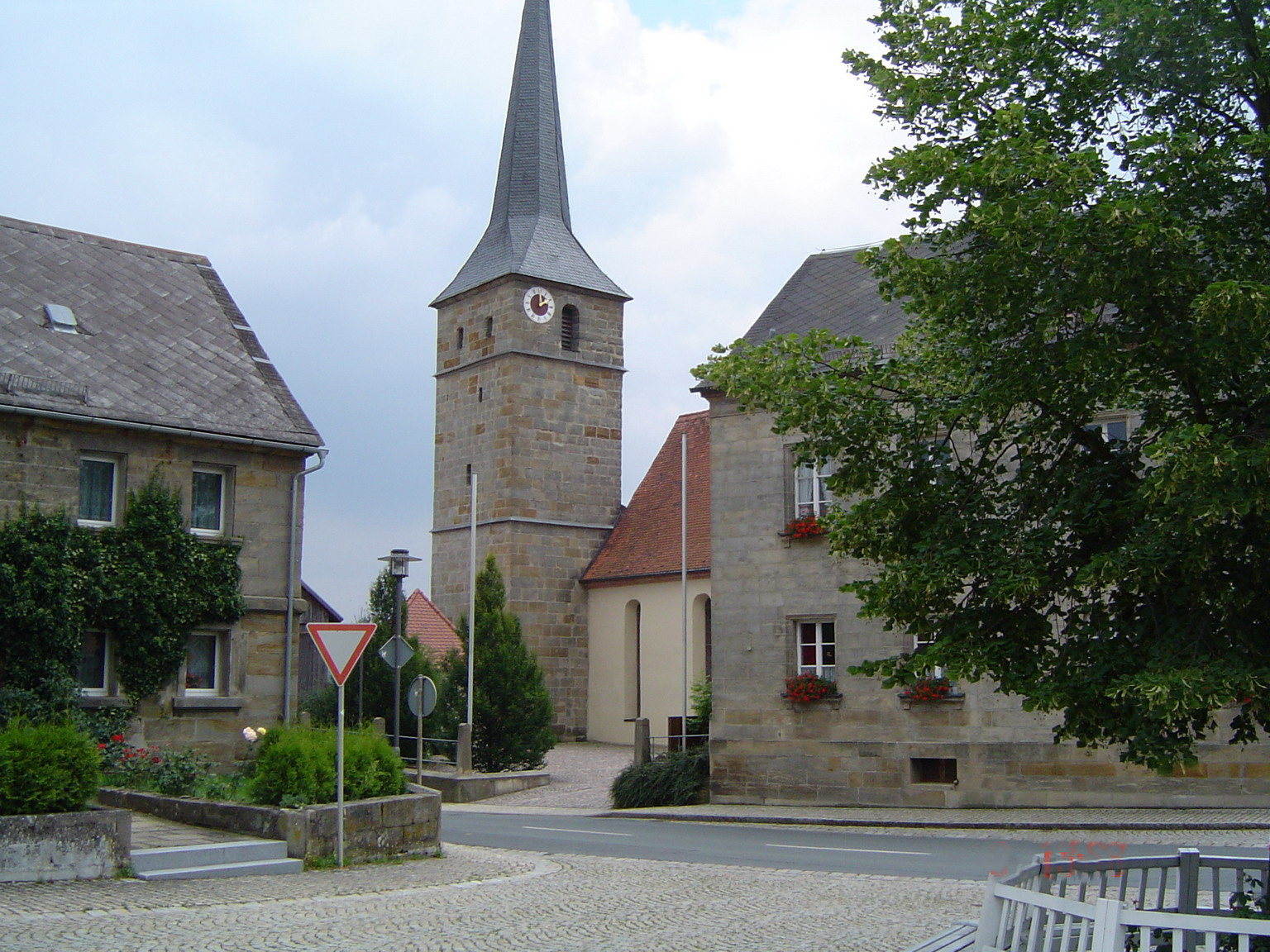
Kirche St. Bartholomäus

Das Ensemble Ortskern in Mistelbach, einer Gemeinde im oberfränkischen Landkreis Bayreuth in Bayern, ist ein Bauensemble, das unter Denkmalschutz steht. 
Der Ortskern von Mistelbach wird beherrscht von der auf einem Bergsporn liegenden evangelisch-lutherischen Pfarrkirche St. Bartholomäus mit Einfriedung. Die im Kern spätgotische Kirche, die im 17. und 18. Jahrhundert mehrfach verändert wurde, wirkt in den nördlich vorgelagerten Dorfplatz hinein. 
Die giebelständige Umbauung des Platzes und seiner unmittelbaren Umgebung ist sehr homogen. Es handelt sich zumeist um zweigeschossige Satteldachbauten in Sandsteinquaderbauweise aus dem 19. Jahrhundert.